# Dundum

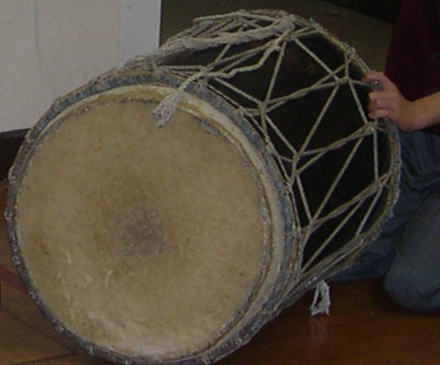
Dundum

Dundum (dundun) é o nome genérico para uma família dos tambores graves africanos que se desenvolveram  junto ao djembê na África Ocidental. Os conjuntos que usam o dundum tocam um tipo de música que é denominada também como dundum. Conhecido como dundum em iorubá, Nigéria. Existem  três tipos: quenqueni (o menor), sambã (o médio) e dundumba (o maior). O quenqueni tem o diapasão mais alto e em geral mantém o ritmo em conjunto com um modelo simples.